# Villa De Riemaecker

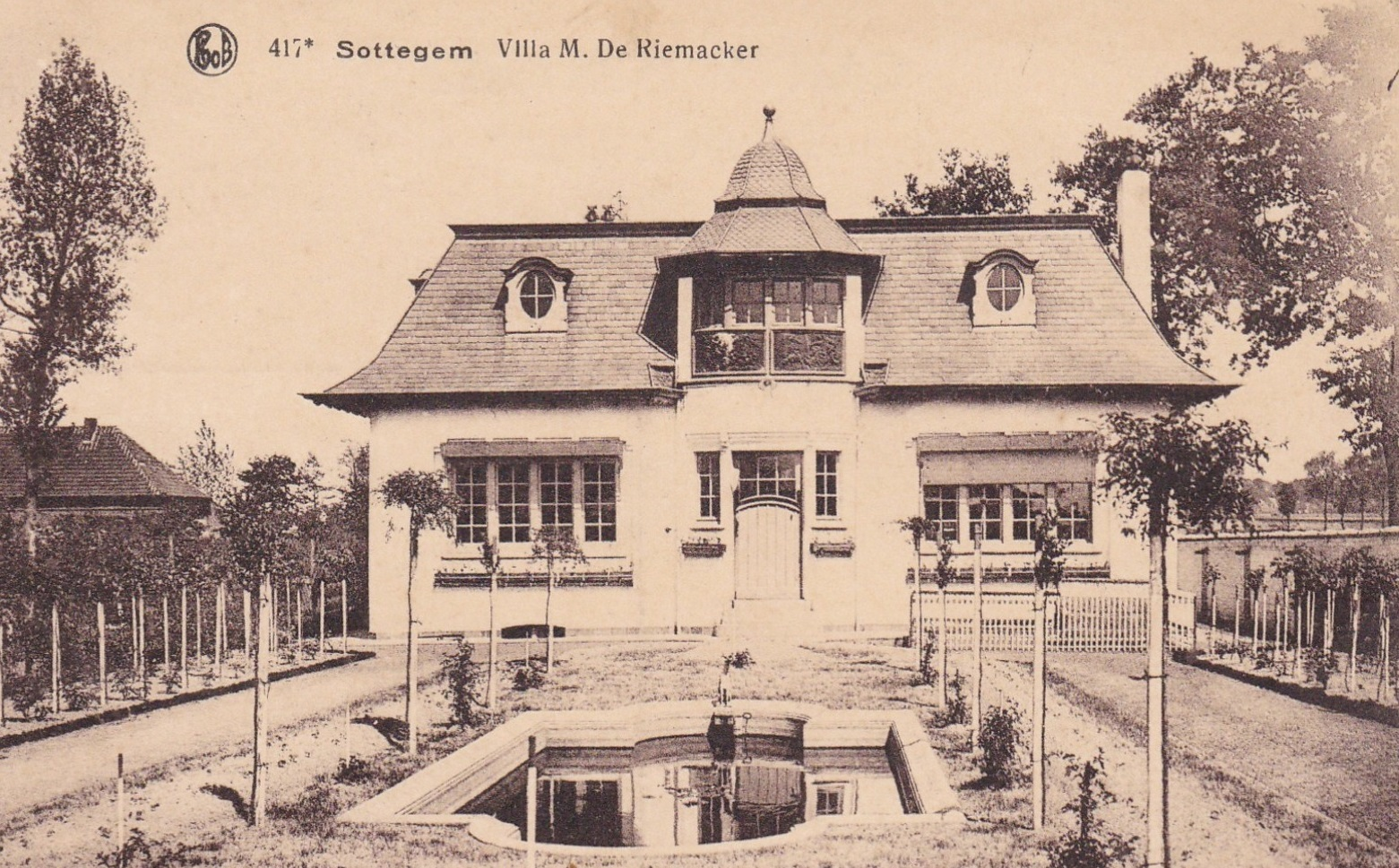
Villa De Riemaecker

Villa De Riemaecker is een villa aan Arthur Gevaertlaan (hoek met de Grotenbergestraat) in de Belgische stad Zottegem. De villa in  werd in 1913 zelf ontworpen door industrieel Charles Van Steenberghe, een handelaar in Electricité & machines. In de jaren dertig werd de villa gekocht door notaris De Riemaecker, aan wie de villa zijn huidige naam ontleent. De villa met tuin is symmetrisch opgebouwd met in het midden een torentje. Boven de deur prijken twee gebeeldhouwde friezen.

## Afbeeldingen

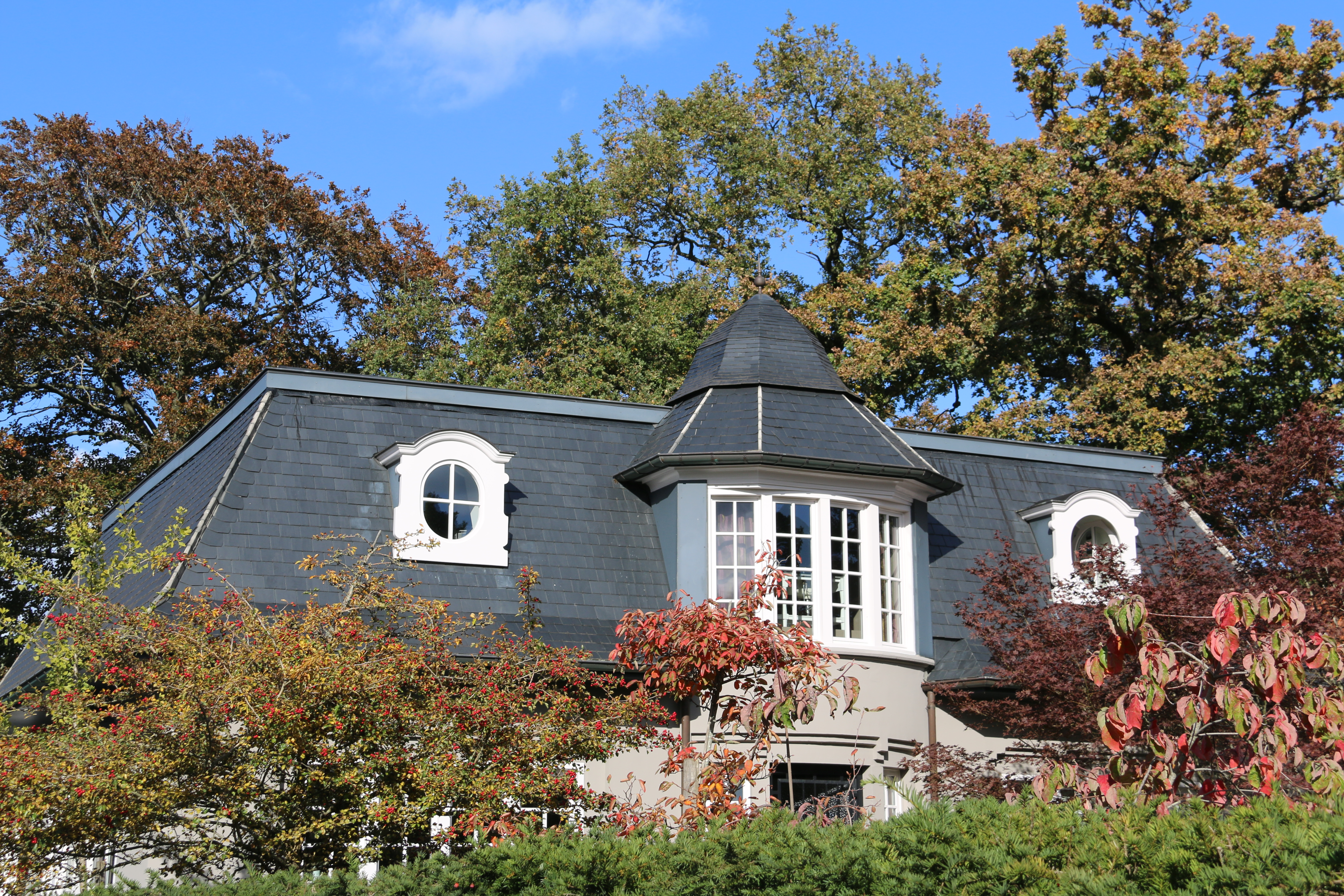
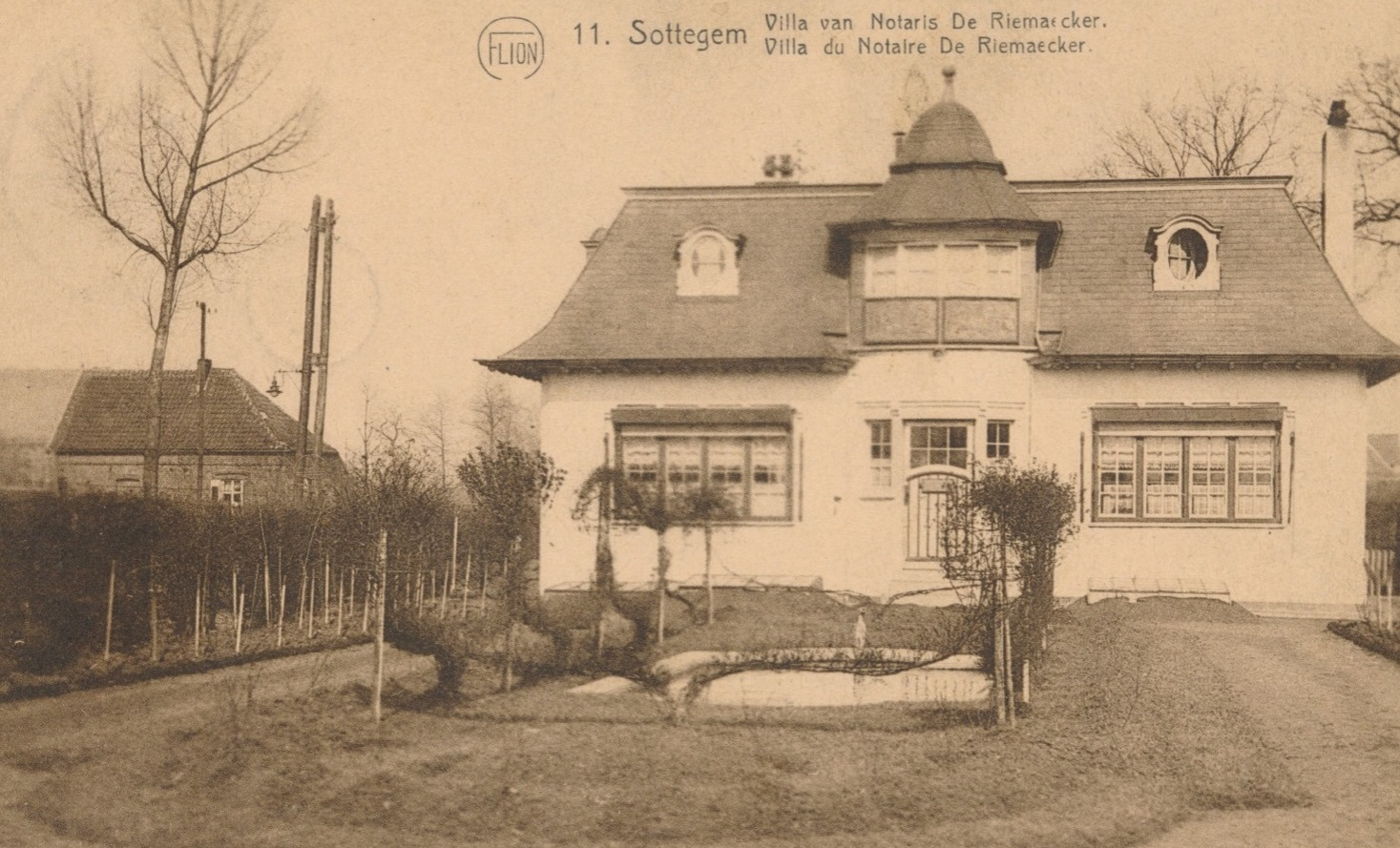
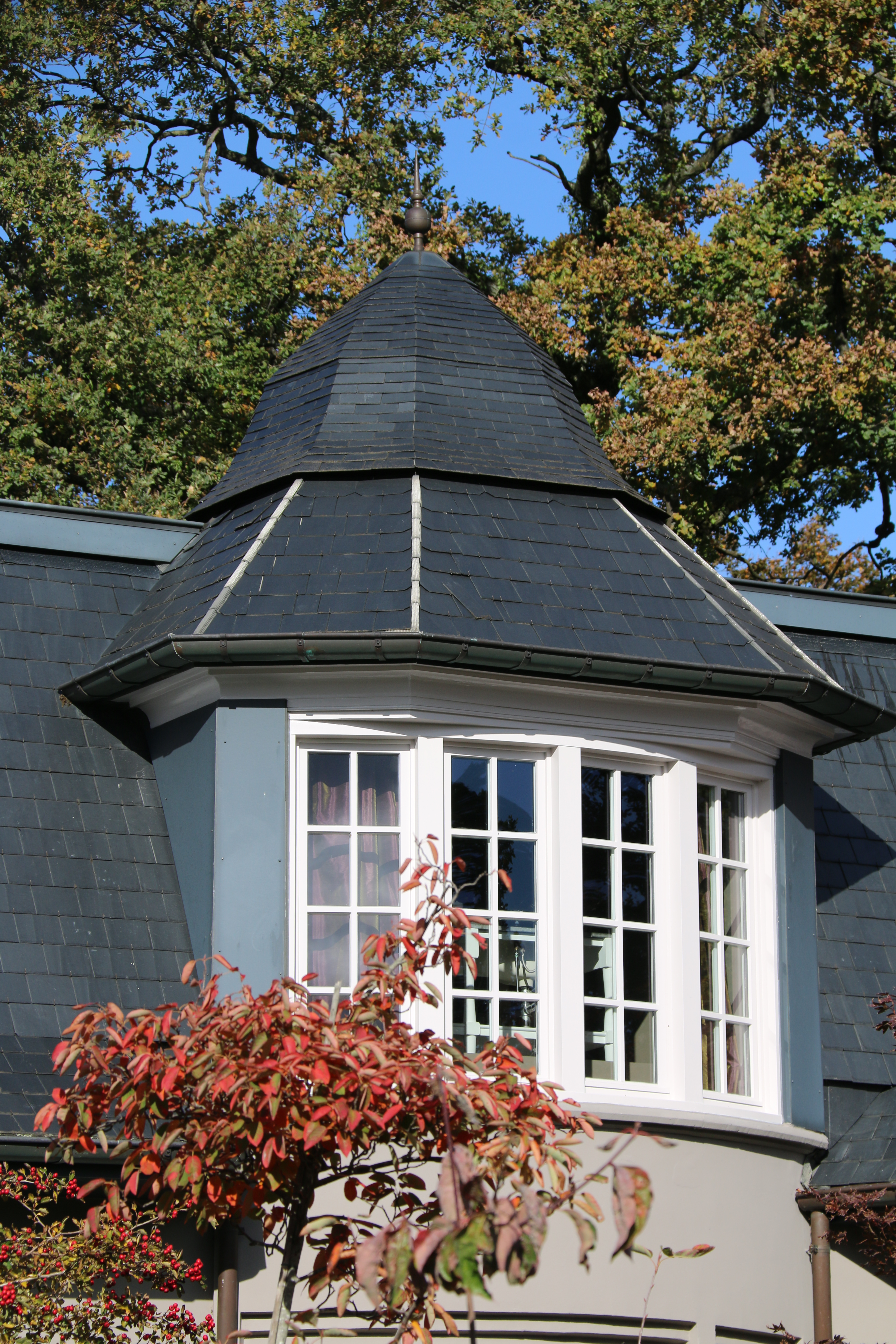